# Сэмпсон, Энтони
Энтони Сэмпсон (англ. Anthony Sampson; 3 августа 1926 — 18 декабря 2004) — английский журналист и писатель. Наиболее известной его книгой является «Анатомия Британии», опубликованная в 1964 году. Его дедом был лингвист Джон Сампсон, о котором Энтони написал книгу «Учёный цыган: Разгадка семейного секрета» (1997).

## Биография
Родился 3 августа 1926 года в Биллингеме, графство Дарем. Учился в Вестминстерской школе. В 18 лет поступил на службу в Королевский флот, за время службы с 1944 по 1947 год дослужился до звания младшего лейтенанта резерва. В конце 1940-х был чтецом в Крайст-Чёрч в Оксфорде.

## Карьера
В возрасте 25 лет он отправился в Йоханнесбург, ЮАР. Работал редактором журнала Drum в течение четырёх лет. По возвращении в Великобританию он присоединился к коллективу редакции The Observer, где работал с 1955 по 1966 год.
Он был автором ряда значительных книг, например «Анатомия Великобритании» (1962), в которой анализируется деятельность крупных корпораций и Великобритании как государства. Сэмпсон проявлял интерес к политическим и экономическим структурам власти, и воспринимал их проблемы как свои личные. Его книги являются серией биографий — от торговцев оружием до руководителей нефтяных компаний. Он предлагает читателю психологический анализ героев своих книг
Энтони Сэмпсон был личным другом Нельсона Манделы, от лица Манделы он стал политической фигурой в Южной Африке. В 1964 году Энтони принял участие в суде Ривония на стороне защиты Манделы и других лидеров Африканского национального конгресса. Сэмпсон и Надин Гордимер, будущий лауреат Нобелевской премии по литературе, помогали в редактировании знаменитой речи Манделы «Я готов к смерти». В 1999 году он написал о Манделе книгу — «Мандела: Официальная биография».
Он был также одним из основателей социал-демократической партии Великобритании (ныне несуществующей).
Личный архив Сампсона, каталогизированный Бодлианской библиотекой, был впервые обнародован в 2012 году.